# Tótmegyer
Tótmegyer (szlovákul Palárikovo, korábban Slovenský Meder) község Szlovákiában, a Nyitrai kerületben, az Érsekújvári járásban.

## Fekvése
A Kisalföldön, Érsekújvártól 12 km-re északnyugatra fekszik. Lajoshalma (szlovákul Ľudovítov) tartozik hozzá.

## Nevének eredete
Neve alapján arra következtethetünk, hogy a honfoglalást követően itt Árpád vezér törzsének, a Megyer törzsnek a szállásterülete volt. A Tót- előtag a község nevében csak 1725-ben jelenik meg. Szlovák nyelvű  nevét a csehszlovák hatóságok két alkalommal módosították, 1920-tól Slovenský Meder, 1948. augusztus 1-jétől pedig Ján Palárik szlovák drámaíró nevéről Palárikovo a település hivatalos neve.

## Története
A régészeti leletek alapján megállapítható, hogy a község területe az újkőkor óta lakott volt. A középső bronzkorból hamvasztásos sírok kerültek elő. Az i. e. 3. századtól az i. e. 1. századig a kelták megerősített települése állt itt és lakott volt a római korban is.
A falu első írásos említése Meger néven 1248-ból származik, ekkor királyi birtok volt. A régészeti ásatások során feltárt kőalapzat alapján a 12. században már templommal rendelkezett. 1431-ig Stíbor birtoka, a nagysurányi uradalom része. 1435-ben Luxemburgi Zsigmond szolgálataiért Országh Mihálynak adja. A 16. században a Nyáryak, később Károlyiak a birtokosai. A török 1559-ben a falut teljesen elpusztította, még 1617-ben is Pusztamegyerként említik. 1690-ben a török kiűzése után a birtok a morva eredetű Kaunitz családé lett, akik 1690 és 1694 között morvákkal, szlovákokkal és magyarokkal telepítették be. A Rákóczi-szabadságharc idején a Kaunitz család a császár pártján állt, ezért a kuruc hadak az egész uradalmat elpusztították. 1725-ben a falu már a Károlyi család birtoka, akik a régi Kaunitz-kastély helyén új, későbarokk kastélyt építettek ide. A kastélyt a 19. század elején klasszicista stílusban építették át. A Károlyi család egészen 1945-ig volt birtokos a községben. 1787-ben 187 házában 1466 lakos élt. 1828-ban 285 háza volt 1992 lakossal, akik főként mezőgazdasággal foglalkoztak. 1865-ben szeszfőzde, 1871-ben téglagyár épült a községben. Hitelszövetkezetét 1898-ban alapították. A 18. századtól a Pálffy családnak méntelepe volt a településen.
Vályi András szerint „MEGYER. Tót Megyer. Tót falu Nyitra Várm. földes Ura G. Károlyi Uraság, lakosai többfélék, fekszik Érsek Újvárhoz 1 mértföldnyire, határja jó, legelője elég. Vág vizén keresetre módgyok van.”
Fényes Elek szerint „Megyer (Tót), nagy vegyes tót-német helység, Nyitra vármegyében, ut. postája Érsek-Ujvárhoz 2 1/2 órányira: 2098 kath. lak., kath. paroch. templommal, s az uraságnak igen szép kastélyával s angol kertével. Róna határa gazdag termékenységü; rétjei kétszer kaszálhatók; legelője tágas, s az uraság spanyol birkanyája felette szép; ugy, hogy hazánkban finomságra nézve egy sem mulja felül; egyszóval itt a gazdálkodás ésszerüleg folytattatik, s igen virágzó állapotban van. Nézésre méltó továbbá az urasági nagy pálinka-főzőház, angol-erőmüvekkel elkészitve. Emlitést érdemel végre az is, hogy sok gazdasági eszközöket, mellyek Angliában s Németországban a kimüvelt gazdaságnál használtatnak, az ide való lakosok minta után szinte tökéletesen megtudják késziteni. F. u. gr. Károlyi Lajos.”
Nyitra vármegye monográfiája szerint „Tót-Megyer a vármegye déli részén, a Vág és a Nyitra között, Érsekujvártól 8 kilométernyire fekvő nagyközség, 2919 lakossal, kik közül 2163 tót, 619 magyar, 135 német; vallásra nézve 2789 r. kath., 105 izraelita, néhány egyéb vallású. A budapest-bécsi (marcheggi) vasut állomása, a honnan a nyitra-privigyei vonal indul ki. E község 1248-ban, „Meger” néven, mint a királyné birtoka szerepelt. Kath. temploma 1754-ben épült. Kegyura gróf Károlyi Lajos, kinek itt nagyszabásu régi kastélya, gyönyörű, nagy kiterjedésü parkja, nagy uradalma és állattenyésztése van. A XVI. században már Károlyi-birtok volt és a kastélyt is a Károlyi grófok építették. 90 szobája főúri elegancziával és kényelemmel van berendezve. Rendkívül érdekesek és művészi becsűek a kastélyban levő családi képek, valamint a számos történeti becsű családi ereklye, műtárgy, nemkülönben a körülbelül 12000 kötetet tartalmazó könyvtár. Gyönyörű függeléke a kastélynak a tágas szép pálmaház, melyben a délszaki fák és cserjék remek példányai díszlenek. A kies részletekben bővelkedő park mögött van a község főtere, mely csinos épületeivel és tisztaságával tünik ki. Itt áll a tetszetős külsejü barokk-stilü templom, a kórház, melyben apáczák végzik a betegek ápolását, a szép emeletes iskola és a takaros gazdatiszti lakások. Mindezek pedig a község bőkezü földesurainak, a gróf Károlyiaknak köszönik fennállásukat.”
A trianoni békeszerződésig Nyitra vármegye Érsekújvári járásához tartozott. A háború után lakói mezőgazdasággal, idénymunkákkal foglalkoztak, de sokan dolgoztak a vasútnál is. A faluban két szeszfőzde is működött. 1928-ban itt alapította gróf Károlyi Lajos és Maxime Ducrocqa a Nemzetközi Vadászati és Vadvédelmi Tanácsot. 1938 és 1945 között a község Magyarországhoz tartozott, ekkor Nyitra és Pozsony k.e.e. vármegye része. A magyar bevonulás előtt a lakosság 20 százaléka elmenekült.
A falu termelőszövetkezetét 1950-ben alapították. 1952-ben árvíz okozott súlyos károkat.

## Élővilága

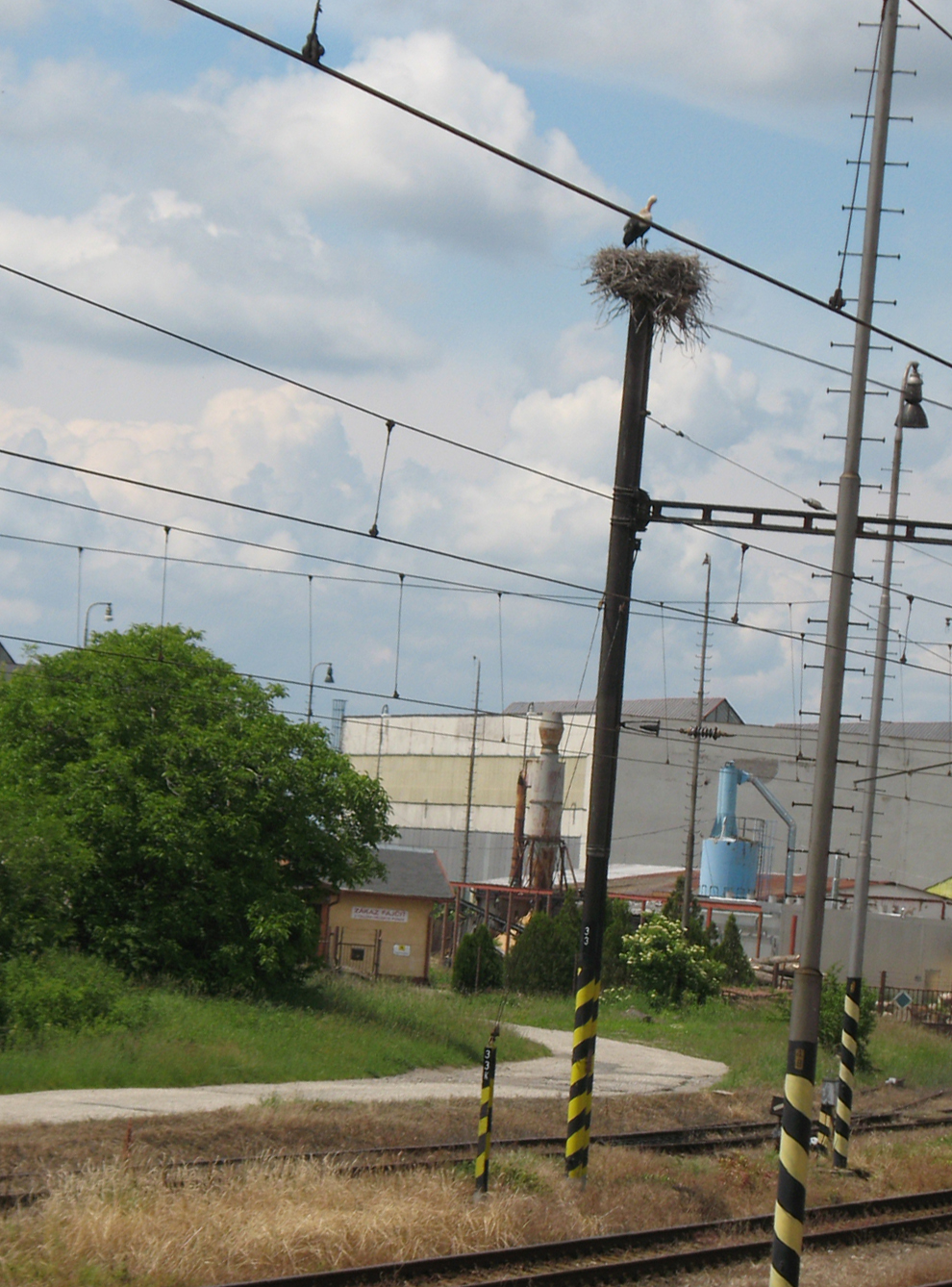
Gólyafészek a vasútállomáson 2013-ban

Tótmegyeren két gólyafészket és egy alátétet tartanak nyilván. A vasútállomáson lévő fészek új építésű, 2013-ban fészkeltek benne gólyák. 2020-ban az egyikben 3, és a vásutállomásnál is 3 fiókát számoltak össze. 2021-ben a vasútállomáson 3 fióka kelt ki. Az egykori gazdasági udvarban is voltak gólyafészkek, jelenleg egy aktív. 2022-ben itt 3, 2023-ban 2, 2024-ben 4 fióka kelt ki.
A kastélypark (angolpark) védett terület. A közelben vadaspark található, többek között fácánokkal és muflonokkal.

## Népessége
| Év:            | 1994. | 2004.   | 2014.   | 2024.   |
| -------------- | ----- | ------- | ------- | ------- |
| Emberek száma: | 4385  | 4398    | 4301    | 4203    |
| Eltérés:       |       | +0,29 % | -2,20 % | -2,27 % |

| Év:            | 2023. | 2024.   |
| -------------- | ----- | ------- |
| Emberek száma: | 4224  | 4203    |
| Eltérés:       |       | -0,49 % |

A 16. század közepéig lakosságát nagyrészt magyarok alkothatták. A török 1559-ben a falut teljesen elpusztította. 1690-ben a török kiűzése után a birtok a morva eredetű Kaunitz családé lett, akik 1690 és 1694 között főként morvákkal telepítették be, részben ők a mostani szlovák lakosságának ősei. Az első népszámlálásokkor már szlovák többségű volt. A magyarság számarányának további csökkenése által 2021-ben 4272 lakosából már mindössze 75 volt magyar.
- 1880-ban 2730 lakosából 436 magyar és 2072 szlovák anyanyelvű volt.
- 1890-ben 2919 lakosából 619 magyar és 2163 szlovák anyanyelvű volt.
- 1900-ban 3202 lakosából 812 magyar és 2317 szlovák anyanyelvű volt.
- 1910-ben 3603 lakosából 956 magyar és 2602 szlovák anyanyelvű volt.
- 1919-ben 3650 lakosából 3186 csehszlovák, 451 magyar, 12 német és 1 egyéb nemzetiségű. Ebből 3585 római katolikus, 48 zsidó, 11 evangélikus és 6 református vallású.[9]
- 1921-ben 3827 lakosából 932 magyar és 2855 csehszlovák volt.
- 1930-ban 4407 lakosából 262 magyar és 4084 csehszlovák volt.
- 1941-ben 4143 lakosából 1277 magyar és 2823 szlovák volt.
- 1970-ben 5189 lakosából 113 magyar és 5045 szlovák volt.
- 1980-ban 4769 lakosából 100 magyar és 4619 szlovák volt.
- 1991-ben 4463 lakosából 118 magyar és 4301 szlovák volt.
- 2001-ben 4359 lakosából 4215 szlovák és 93 magyar volt.
- 2011-ben 4341 lakosából 3974 szlovák, 88 magyar, 27 cseh, 4 cigány és 239 ismeretlen nemzetiségű.[10]
- 2021-ben 4272 lakosából 75 (+11) magyar, 3794 (+21) szlovák, 12 (+13) cigány, 3 (+2) ruszin, 34 (+5) egyéb és 354 ismeretlen nemzetiségű volt.[11]

| Tótmegyer lakosságának nemzetiségi megoszlása | Tótmegyer lakosságának nemzetiségi megoszlása | Tótmegyer lakosságának nemzetiségi megoszlása |
| --------------------------------------------- | --------------------------------------------- | --------------------------------------------- |
| szlovák                                       |                                               | 2602 fő (72%)                                 |
| magyar                                        |                                               | 956 fő (27%)                                  |
| *1910. évi népszámlálási adatok               |                                               |                                               |

| Tótmegyer lakosságának nemzetiségi megoszlása | Tótmegyer lakosságának nemzetiségi megoszlása | Tótmegyer lakosságának nemzetiségi megoszlása |
| --------------------------------------------- | --------------------------------------------- | --------------------------------------------- |
| szlovák                                       |                                               | 4215 fő (97%)                                 |
| magyar                                        |                                               | 93 fő (2%)                                    |
| *2001. évi népszámlálási adatok               |                                               |                                               |

## Nevezetességei

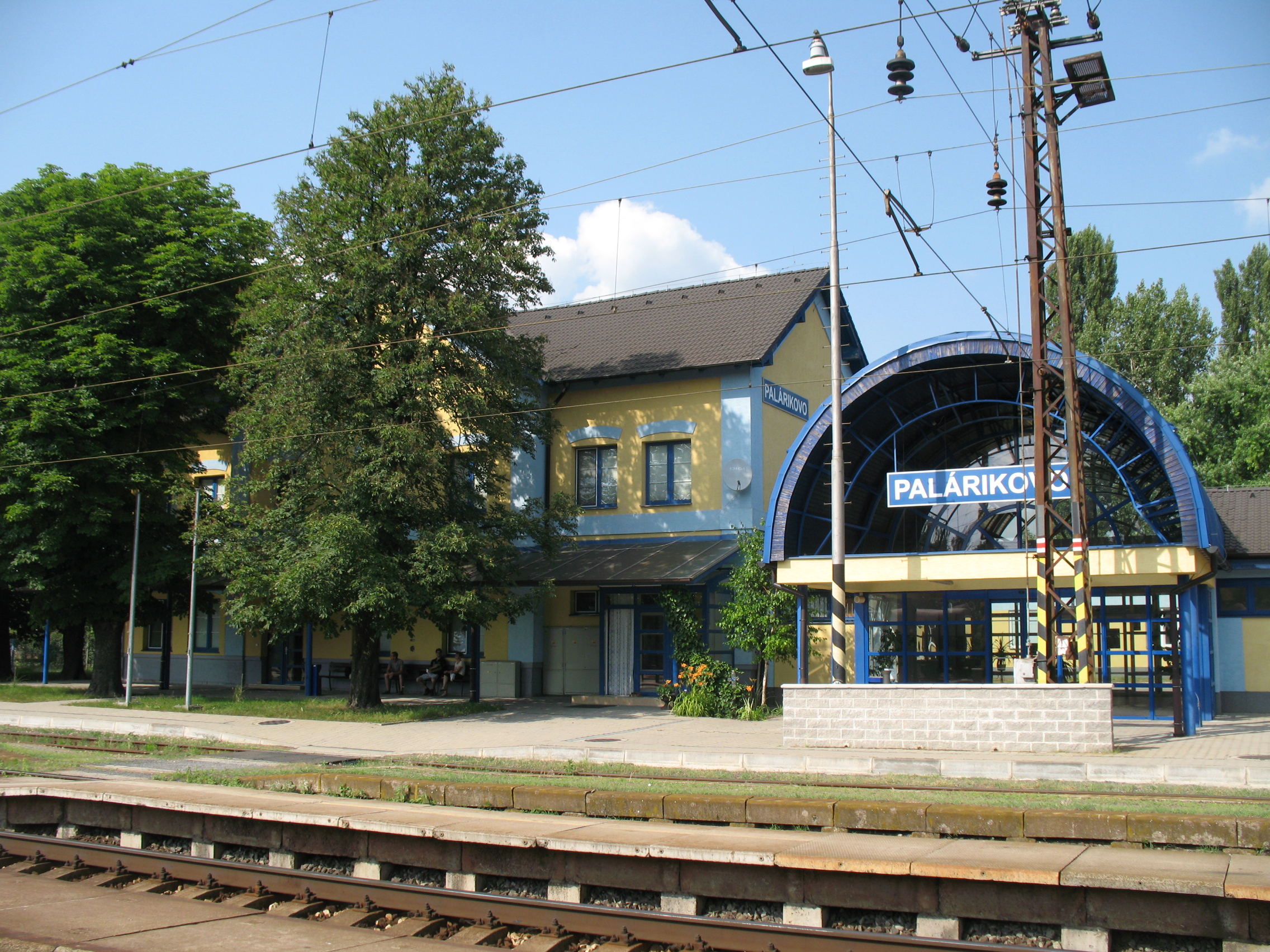
Vasútállomás
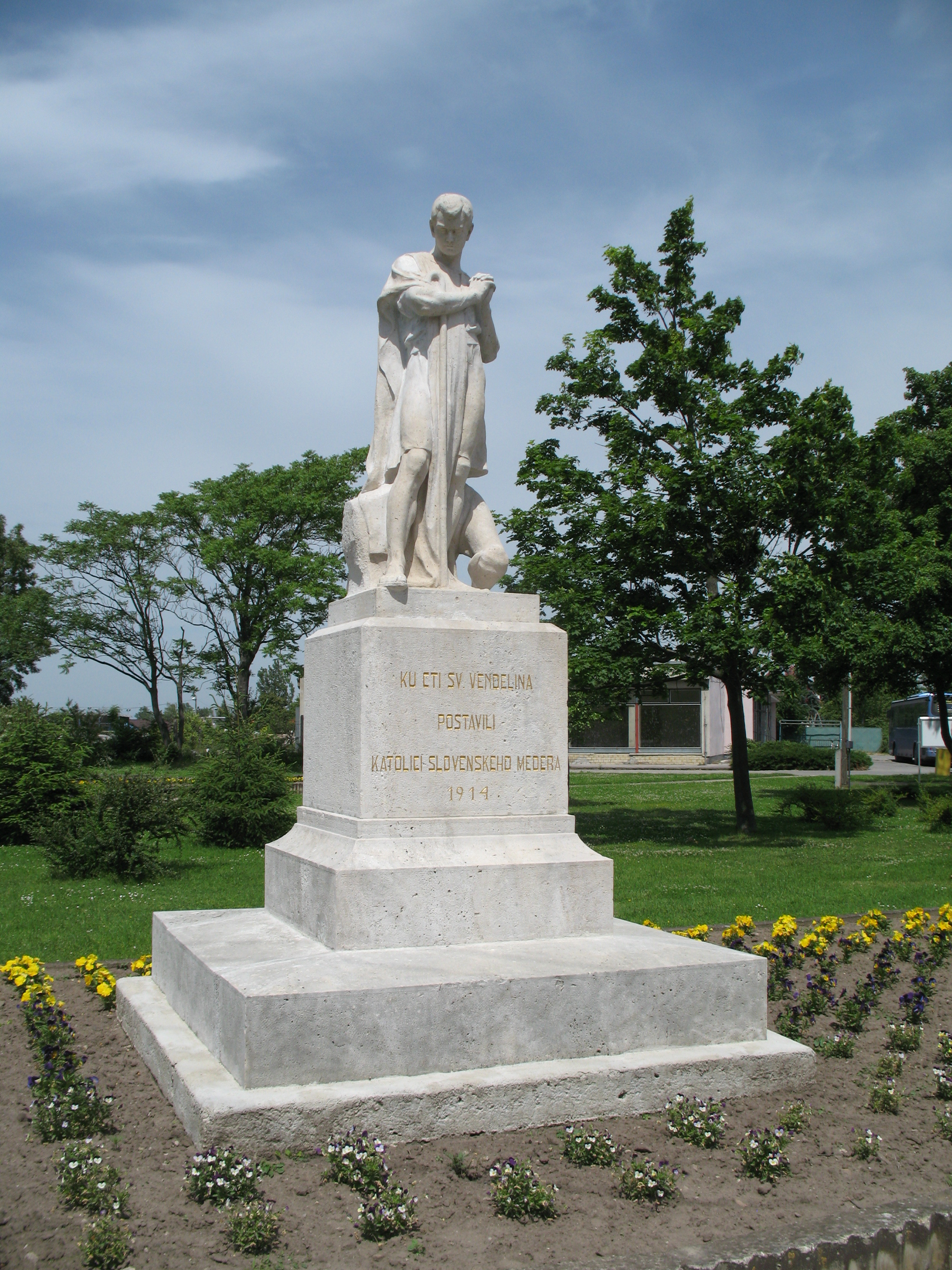
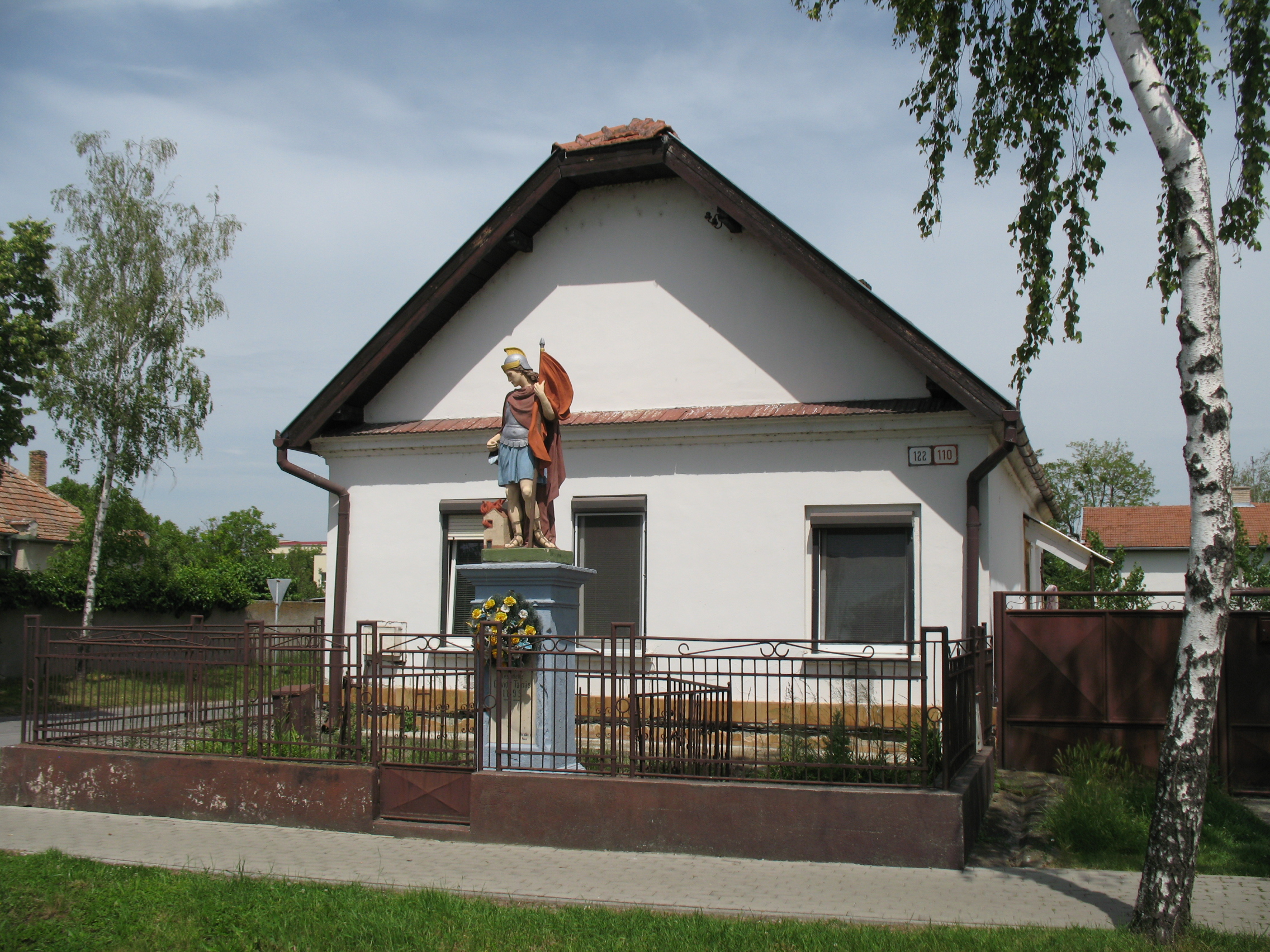
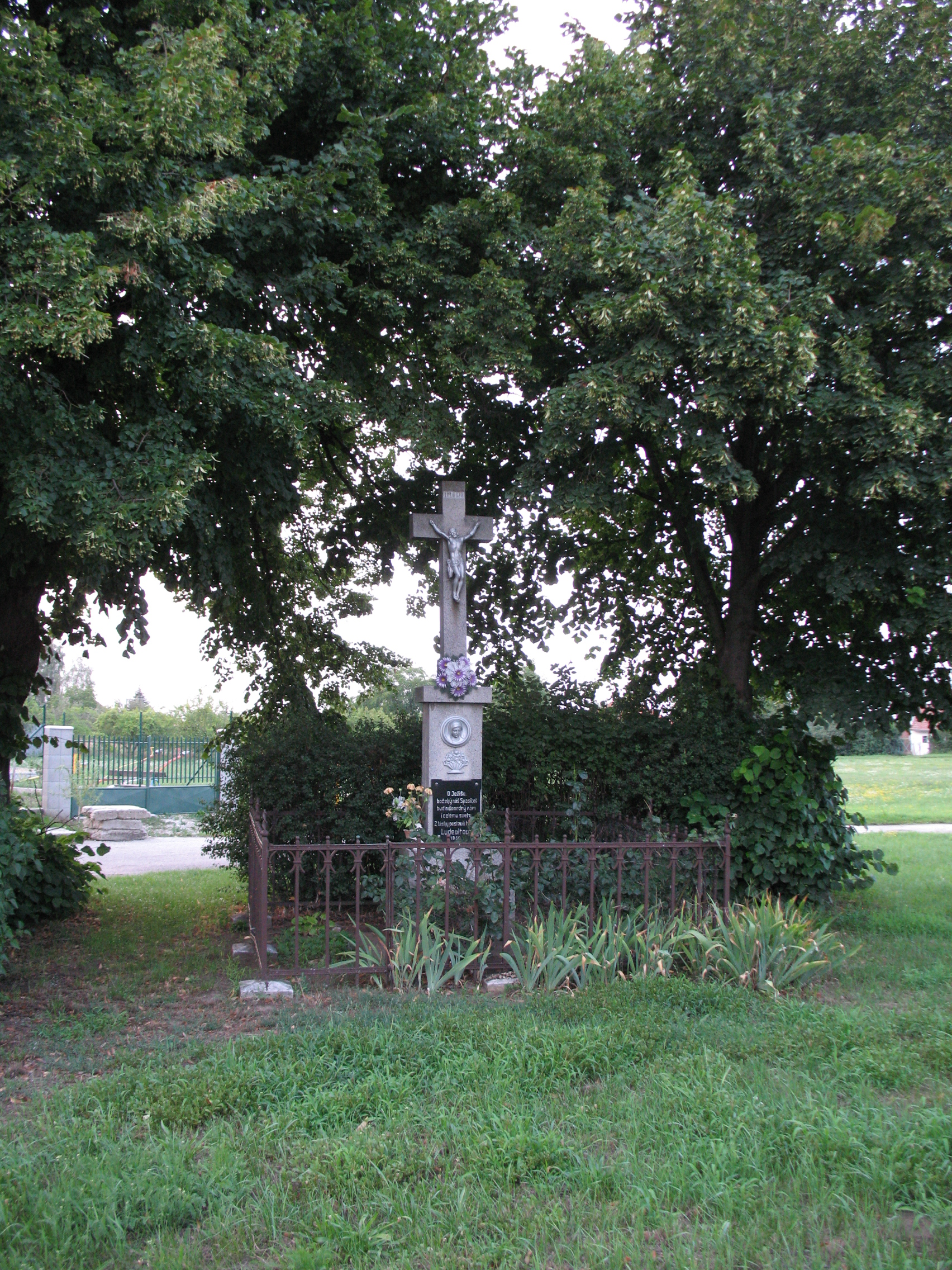
Kereszt Lajoshalmán
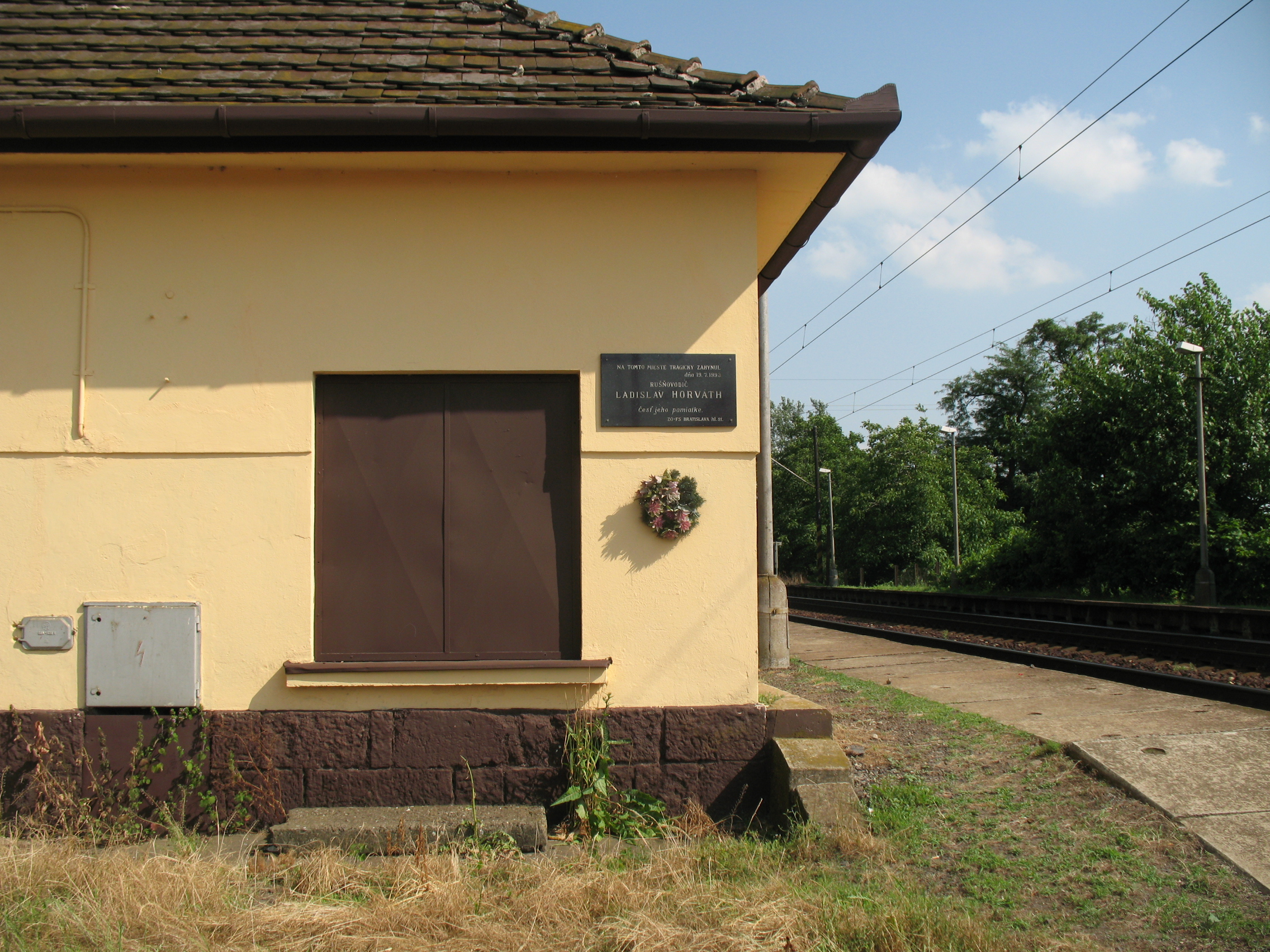
Lajoshalma emléktábla
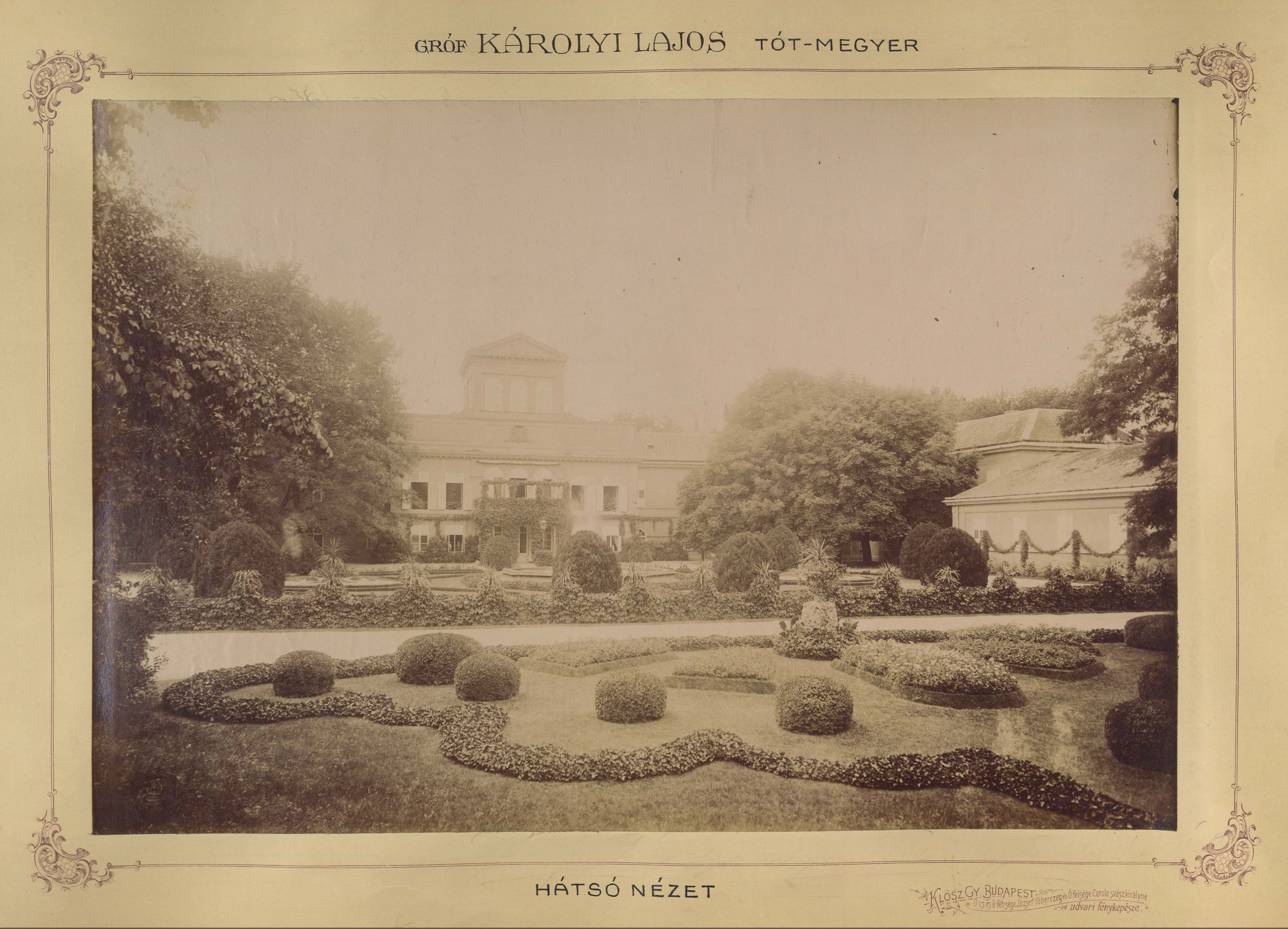
A kastélypark egykori részlete

- Nepomuki Szent János tiszteletére szentelt római katolikus temploma 1754-ben épült, a 20. században átépítették.
- A Károlyi-kastély 1730 után épült későbarokk stílusban, a 19. század elején klasszicista stílusban építették át. A kastélyt 52 hektáros szép angolpark övezi.
- Májusfa ünnepség.

## Híres emberek
- Itt született 1799-ben Megyeri Károly színész, drámaíró és -fordító.
- Itt született 1832-ben Hatala Péter hittérítő, nyelvész, orientalista, teológiai doktor, egyetemi rendes tanár, a Petőfi Társaság tagja.
- Itt született 1880-ban Groffits Gábor egyetemi tanár, szakíró, építészmérnök, a Magyaróvári Gazdasági Akadémia igazgatója és tanára.
- Itt született 1891-ben Prokopecz József gazdálkodó, csehszlovákiai és magyar országgyűlési képviselő.
- Itt született 1891-ben Zsák Lajos plébános, kanonok.
- Itt született 1902-ben Alexander Mach a Hlinka-gárda egykori főparancsnoka.
- Itt született 1970-ben Jaroslav Nemeš szlovák történész, egyetemi oktató.
- Itt hunyt el 1883-ban Károlyi Alajos gróf, magyar diplomata.
- Itt hunyt el 1909-ben Vörösmarty Géza jogász, vasutas, költő. Vörösmarty Mihály unokaöccse.[12]
- Itt szolgált káplánként Köves Kálmán (1845–1910) plébános.

## Külső hivatkozások
- Hivatalos oldal
- A község információs portálja
- Nemhivatalos oldal
- Nemhivatalos oldal
- E-obce.sk Archiválva 2009. január 22-i dátummal a Wayback Machine-ben
- Községinfó
- Tótmegyer Szlovákia térképén
- Tourist-channel.sk